# 北岡崎駅
北岡崎駅（きたおかざきえき）は、愛知県岡崎市葵町にある愛知環状鉄道線の駅である。駅番号は04。

## 歴史
1999年ごろまで専用線発着の車扱貨物を取り扱っていたため、貨物列車の発着があった。その後は臨時車扱貨物のみの取り扱いとなり、貨物列車の発着は無くなっていたが、2010年4月1日に日本貨物鉄道（JR貨物）岡崎 - 当駅間 (5.3km) の第二種鉄道事業が廃止され、名実ともに貨物の取り扱いが終了した。

### 年表
- 1970年（昭和45年）10月1日：日本国有鉄道岡多線の北岡崎信号場として開設[1]。
- 1971年（昭和46年）10月1日：信号場を廃止して、貨物駅として開業[1]。
- 1976年（昭和51年）4月26日：旅客取扱い開始[1]。当時は単式1面1線。
- 1987年（昭和62年）4月1日：国鉄分割民営化により、東海旅客鉄道（JR東海）と日本貨物鉄道（JR貨物）が継承[1]。
- 1988年（昭和63年）1月31日：岡多線が愛知環状鉄道に転換[3][4]、同社とJR貨物の駅となる。
- 1999年（平成11年）12月4日：貨物列車の運行が終了[5]。
- 2001年（平成13年）12月23日：中岡崎 - 当駅間複線化[5][6]。
- 2009年（平成21年）5月27日：自動改札機導入[5]。
- 2010年（平成22年）4月1日：JR貨物の駅が廃止[2]。
- 2019年（平成31年）3月2日：ICカード「TOICA」の利用が可能となる[7]。
- 2021年（令和3年） 
  - 2月9日：エレベーターと多機能トイレが導入・利用開始。なお多機能トイレは駅営業時間内のみ利用可能[8]。
  - 7月1日：駅営業時間を変更[9]。

## 駅構造
相対式ホーム2面2線を有する高架駅である。券売機や自動改札機を有した有人駅であるが、早朝（7時以前）、昼間（12時30分～14時30分）、夜間（19時15分以後）は無人となり、専用の出入口を使用する。自動改札機は通常の出入口にのみ設置されている。

### のりば
| 番線 | 路線            | 方向 | 行先       |
| ---- | --------------- | ---- | ---------- |
| 1    | ■愛知環状鉄道線 | 上り | 岡崎方面   |
| 2    | ■愛知環状鉄道線 | 下り | 高蔵寺方面 |

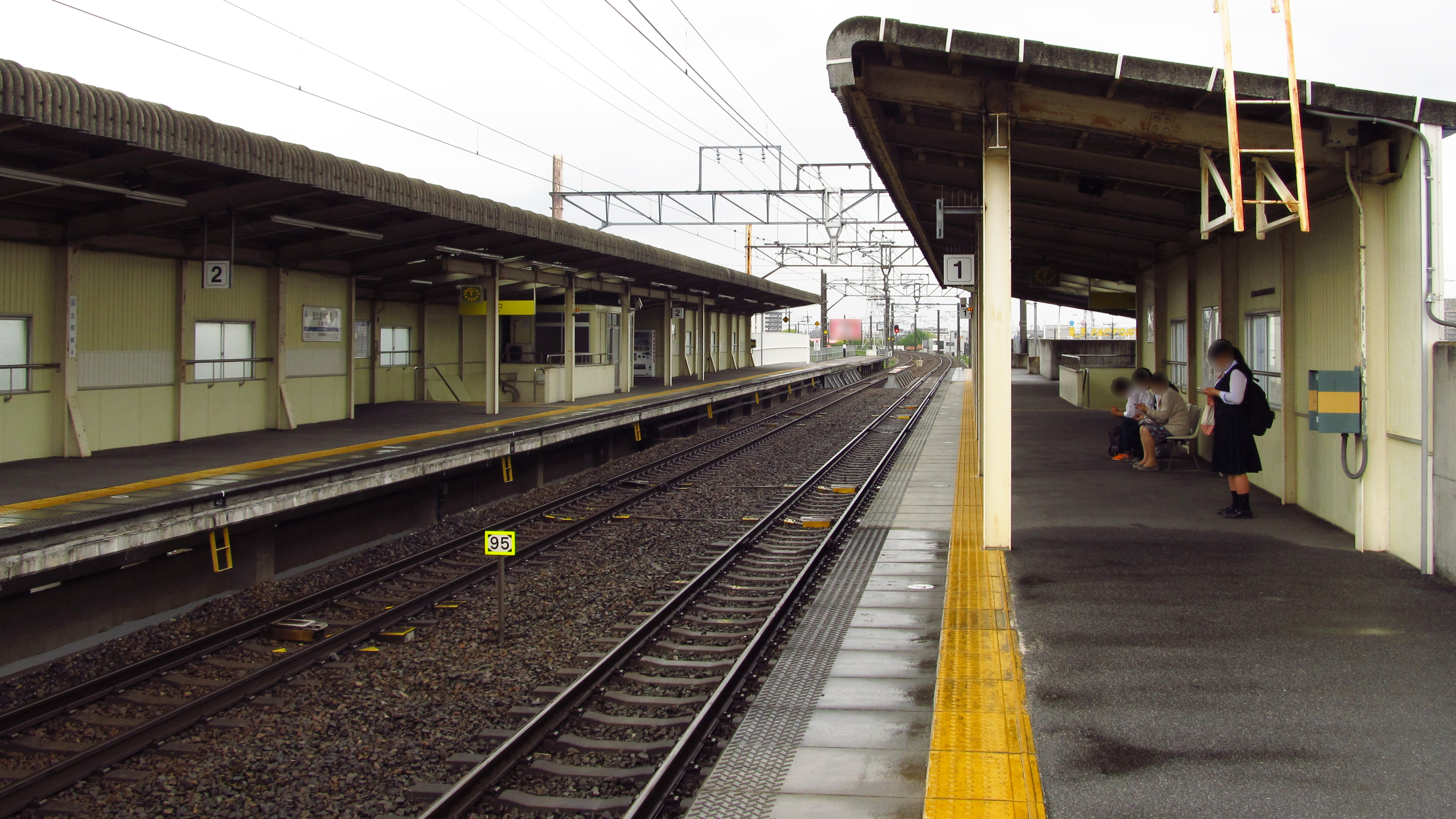
プラットホーム
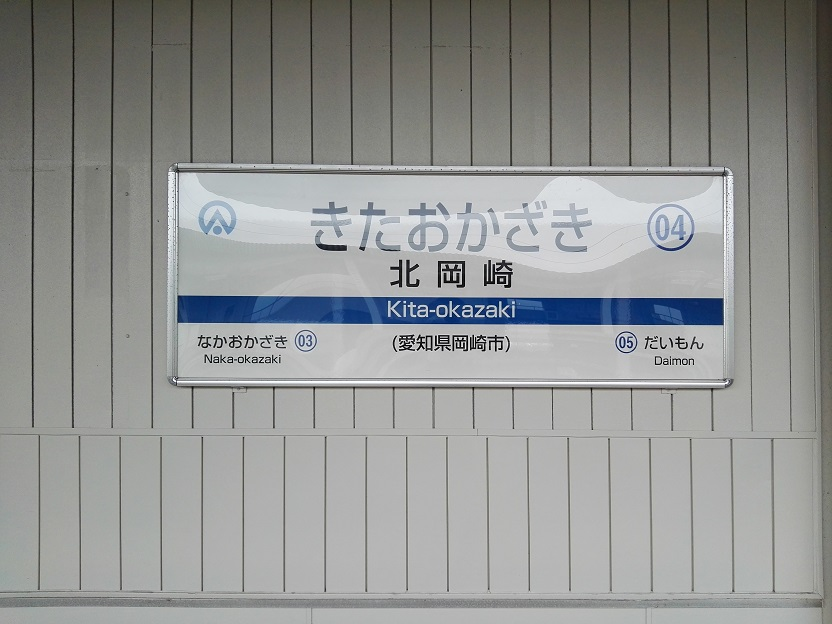
駅名標
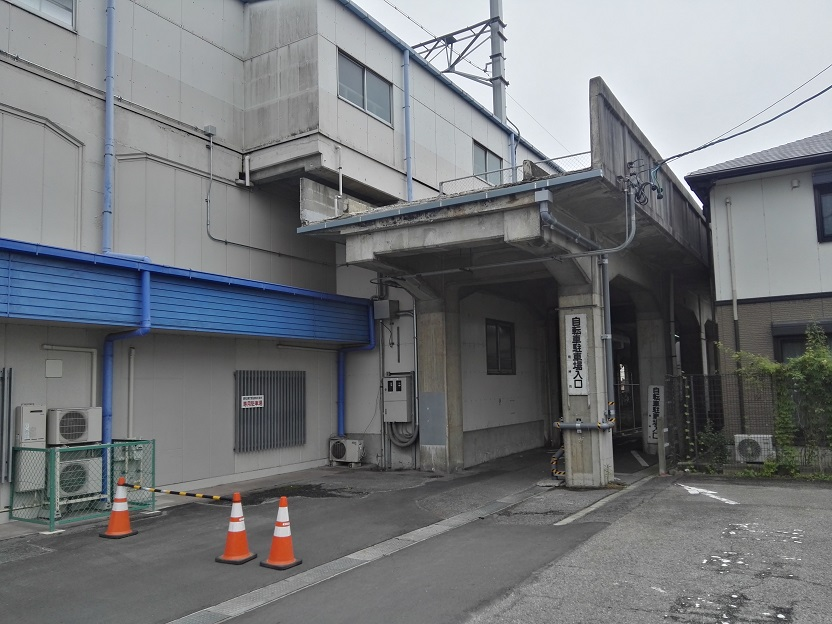
専用線の遺構
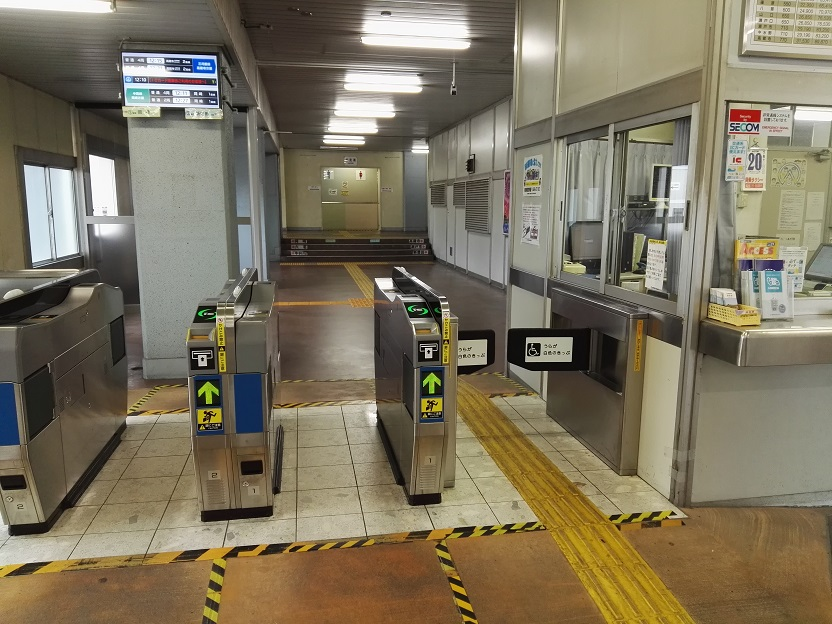
自動改札機
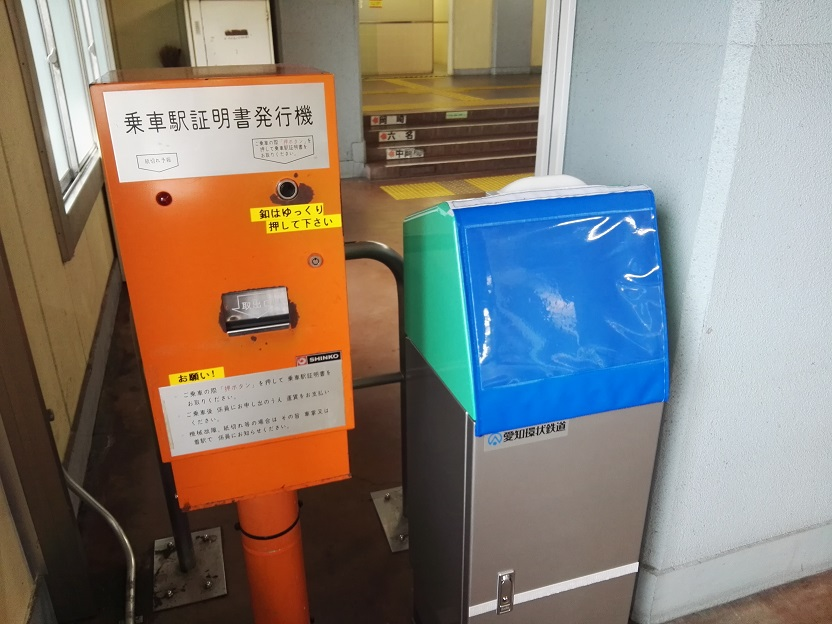
無人時用の改札口

### 専用線（廃止）
駅南側で分岐後、駅北側で築堤を下って西へカーブしユニチカ岡崎工場へ続いていた。専用線は当駅の開業時から存在し、駅が開業する前は名鉄挙母線大樹寺駅から分岐していた。晩年まで黒崎駅発送のテレフタル酸、1995年頃までエチレングリコール（どちらもポリエステルの原料）輸送に使用されていた。

## 利用状況
「愛知県統計年鑑」、「岡崎市統計書」、「移動等円滑化取組報告書」によると、当駅の一日平均乗車人員は以下の通り推移している。なお、2005年は愛知万博の開催年である。
| 年度   | 1日平均 乗降人員 | 1日平均 乗車人員 |
| ------ | ---------------- | ---------------- |
| 2004年 |                  | 1,006            |
| 2005年 |                  | 1,187            |
| 2006年 |                  | 1,071            |
| 2007年 |                  | 1,243            |
| 2008年 |                  | 1,370            |
| 2009年 |                  | 1,278            |
| 2010年 |                  | 1,309            |
| 2011年 |                  | 1,656            |
| 2012年 |                  | 1,693            |
| 2013年 |                  | 1,747            |
| 2014年 |                  | 1,676            |
| 2015年 | 3,476            | 1,738            |
| 2016年 | 3,497            | 1,748            |
| 2017年 | 3,590            | 1,795            |
| 2018年 | 3,684            | 1,842            |
| 2019年 | 3,714            |                  |
| 2020年 | 2,941            |                  |

## 駅周辺

### 商業施設
- アピタ岡崎北店
- フェルナ井田西店
- 岡崎グランドボウル
- ユニチカ岡崎工場

### 教育機関
- 岡崎市立看護専門学校
- 愛知県立岡崎西高等学校
- 愛知県立岡崎北高等学校
- 愛知学泉大学岡崎キャンパス
- 岡崎城西高等学校

### その他
- 国道248号
- 愛知県道56号名古屋岡崎線（平針街道）
- 伊賀八幡宮

### バス路線
名鉄バス
- （石神橋・梅園経由）名鉄東岡崎駅行き
- （康生町・東岡崎・大西町経由）JR岡崎駅前行き
- （橋目経由）フタバ産業前行き

## 隣の駅
愛知環状鉄道
■愛知環状鉄道線
中岡崎駅（03） - 北岡崎駅（04） - 大門駅（05）